# 兴州 (山西)
兴州，中国古代的州，在今天山西省吕梁市兴县。
金朝改合和县为兴州，治所在今山西省兴县。辖区约今山西省兴县等地。明朝洪武二年（1369年），改兴州为兴县。州西南。洪武八年（1375年）十一月，属岢岚州。